# Горшенин, Константин Павлович
Константин Павлович Горше́нин (18 (30) июня 1888, с. Барское, Бузулукский уезд, Самарская губерния — 18 сентября 1981, Омск) — учёный-почвовед; профессор, доктор сельскохозяйственных наук; заслуженный деятель науки и техники РСФСР, член-корреспондент ВАСХНИЛ (1956), лауреат Ленинской премии.

## Биография
В 1913 году окончил Петербургский университет. В 1913—1919 годы работал в почвенных экспедициях (Западная Сибирь, Воронежская и Орловская губернии).
В 1919 году преподавал географию в Томском университете. С 1920 года преподавал почвоведение в Омском сельскохозяйственном институте (в 1922—1963 — заведующий кафедрой почвоведения, с 1973 — профессор-консультанта кафедры). Одновременно возглавлял Сибирское отделение Государственного почвенного института Наркомзема РСФСР (1929—1931), Сибирскую станцию агротехнической организации территории (1931—1935); был проректором сельскохозяйственного института по науке (1938—1947).
Похоронен на Старо-Северном кладбище Омска.

## Научная деятельность
Основные направления исследований — закономерности пространственного распределения сибирских почв, их комплексность и зависимость от типа территории. Разработал классификацию почв Сибири, составил почвенные карты, установил влияние высокой агротехники на плодородие почв.
Руководил первой в Сибири проблемной лабораторией по мелиорации солонцов.
Автор 150 научных работ, в том числе монографий.

### Избранные труды
Источник — электронные каталоги РНБ
- Горшенин К. П. География почв Сибири. — Омск : Омгиз, 1939. — 128 с.
- Горшенин К. П. Инструкция для полевых почвенных исследований. — Новосибирск : Сибкрайиздат, 1929. — 34 с. — (В помощь сибирскому краеведу).
- Горшенин К. П. К вопросу об эволюции почвенного покрова Западно-Сибирской низменности. — Омск : Центр. гос. тип., 1921. — 8 с.
- Горшенин К. П. К познанию солонцовых комплексов чернозёмной полосы Западной Сибири : (Из результатов работ «Организации по лесному опытному делу»). — Омск : Сиб. институт сельского хозяйства, 1927. — 92 с. — (Тр. / Сиб. ин-т сельского хозяйства и лесоводства . — Т. 7, вып. 1).
- Горшенин К. П. Корневая система естественной растительности на почвах солонцового комплекса. — Омск : Сиб. ин-т сельского хоз. и лесоводства, 1929. — 22 с.
- Горшенин К. П. Лекции по почвоведению. Ч. 2. — Омск : Сибирский институт сельского хозяйства и лесоводства, 1928.
  -  — 2-е изд., испр. и доп. — Омск : Омск. ин-т зерновых культур, 1931.
- Горшенин К. П. О правильном использовании почв в сельском хозяйстве. — Омск : Б. и., 1959. — 16 с.
- Горшенин К. П. Основные пути и задачи повышения плодородия почв Сибири. — Новосибирск : Кн. изд-во, 1955. — 56 с.
- Горшенин К. П. Почвенные зоны и почвенные районы Западной Сибири. (Тезисы доклада на заседании Зап.-Сиб. зональной комис.). — Омск : Б. и., 1956. — 12 с.
- Горшенин К. П. Почвы Омской области. — Омск : Омгиз, 1947. — 26 с. — ([В помощь агротехнической учебе] ; Лекция 1)
  -  — Омск : Омгиз, 1948. — 31 с. — (Библиотечка колхозника ; Кн. 1)
- Горшенин К. П. Почвы Челябинского уезда Оренбургской губернии. Результаты рекогносцировоч. исслед. гражд. территории летом 1915 г. — Пг. : тип. АО типогр. дела, 1917. — 90 c. — (Оренбургское губернское земство. Материалы по оценке земель Оренбургской губернии . Часть естественно-историческая Серия почвенная / Под ред. С. С. Неуструева ; Вып. 1).
- Горшенин К. П. Почвы чернозёмной полосы Западной Сибири // Записки Западно-Сибирского отд. Гос. Рус. Географического общества. — Омск, 1927. — Т. 39. — С. 3-359.
- Горшенин К. П. Почвы южной части Сибири. (От Урала до Байкала). — М. : Изд-во Акад. наук СССР, 1955. — 592 с.
- Горшенин К. П. Природные условия и почвы Восточной Сибири. — Иркутск : Иркут. обл. изд-во, 1948. — 24 с. — (Очерки природы и хозяйства Иркутской области)
- Горшенин К. П. Природные условия Новосибирской области. — М. : Изд-во М-ва сельского хозяйства СССР, 1958. — 14 с.
- Горшенин К. П. Пути повышения плодородия почв Омской области. — Омск : Омское обл. гос. изд-во, 1950. — 16 с. ; 22 см. — (В помощь работникам сельского хозяйства ; Лекция 6)
- Горшенин К. П. Солонцовые комплексы Сибири и приемы их улучшения и освоения. — М. : Изд-во М-ва сел. хоз-ва СССР, 1959. — 8 с.
- Горшенин К. П., Демченко Г. М., Шелудякова В. А. Кундранское и Суминское займища, Барабинского округа. — Омск : Сибирск. ин-т сельского ин-т сельского и лесоводства, 1929. — 34 с.

## Награды
- Заслуженный деятель науки и техники РСФСР (1943)
- Ленинская премия (1958)
- два ордена Ленина
- орден Трудового Красного Знамени
- Большая золотая медаль Всесоюзной сельскохозяйственной выставки.